# Boetica
Boetica este un oraș din Dominica.